# Felipe Barrozo
Felipe Barrozo (21 de abril de 1984) es un guitarrista argentino, exintegrante de la banda argentina Intoxicados. Grabó con ellos cuatro discos de estudio: ¡¡Buen día!!, No es solo rock and roll, Otro día en el planeta Tierra y El exilio de las especies (Thend).

## Trayectoria
Músico autodidacta, sus inicios en la guitarra ocurrieron en su pre-adolescencia. A los 11, después de que su padre le enseñó un par de acordes, pudo sacar “El 38”, de Divididos. Al poco tiempo ya sabía también “(El momento en que estás) Presente”, de Vox Dei, y “Todas las hojas son del viento”, de Spinetta. A los 12 años, vio a AC/DC en River y esa noche tocó la guitarra hasta que se hizo de día, y supo que sería guitarrista o nada.
Por otro lado, también participó como invitado de diferentes grupos de música celta junto con el antropólogo y flautista Fernando Lynch (expareja de la madre de Barrozo), ya que cuando Felipe se largó con la guitarra, su madre aún vivía con él. Para el chico fue natural aprenderse varias canciones del género, que sonaban seguido en casa. La pareja se separó, pero el hombre invitó varias veces a Felipe a tocar con él. Y, casi al mismo tiempo que pisaba escenarios entre mandolinas y gaitas, entró a su primera banda: Legendarios (una banda de rock local).
Para esa época, Felipe vivía en González Catán, y solía ganarse unos pesos tocando tangos en los colectivos junto a otro chico del barrio. Luego se mudó a Samoré (el barrio Cardenal) con su abuela, para tocar en Legendarios.

## Intoxicados
La mudanza al partido de La Matanza fue crucial para su ingreso a Intoxicados: Pity -ex Viejas Locas- vive en el mismo complejo de monoblocks, cerca de Lugano 1 y 2. Cuando el cantante fue a ver a la banda, felicitó al bajista. Luego intercambiaron discos de AC/DC, y Cristian Pity Álvarez le propuso formar parte de Intoxicados.
Con esta banda registró cuatro discos de estudio y gran difusión en las radios argentinas, llegando a un pico artístico con el lanzamiento de No es sólo rock and roll, su disco con mejor crítica.
A fines de 2008, Felipe Barrozo abandona Intoxicados para seguir con su carrera solista. No se dieron motivos de su alejamiento pero se especula que la posible vuelta de Pity a Viejas Locas haya sido el detonante.

## Como solista
Participó como invitado en Hoy, un disco de 2006 de la banda Pez donde toca el ex guitarrista de Los Fabulosos Cadillacs, Ariel Minimal. Allí cierra el disco junto a la banda en una conjunción de solos de guitarra de larga duración.
A partir del 2010 Felipe lideró la banda "Nada Más Que Hoy", desempeñándose como cantante y guitarrista.
En el 2016, bajo la producción de Alfonso Barbieri lanza "Qué suena en tu auricular?", su primer trabajo con el seudónimo F E L I P E.
Participa como invitado del nuevo disco de Juguetes En El Vip tocando la guitarra en uno de los tracks.
Participa como invitado del primer disco solista de LDS Lucas di Silvestro grabado en Estudios Panda en Marzo del 2023.
Grabo en:
En el año 2023 vuelve a tocar los temas de intoxicados.
Junto a su manager Nicolas Tuzzio oriundo de la ciudad de Ushuaia recorre toda la argentina de sur a norte con un promedio de 12 shows por mes, llevando las canciones de Pity Alvarez a todos los rincones del pais.
Se destaca mucho que Felipe Barrozo aun tiene una muy buena relacion con Cristian y por eso con su aval lleva el standarte de Intoxicados.